# Carlo Zaghi
Carlo Zaghi (Argenta, 27 marzo 1910 – Argenta, 6 febbraio 2004) è stato un giornalista e storico italiano.
Ha legato il suo nome principalmente alla lunghissima attività di studioso del periodo napoleonico in Italia e dell'Africa coloniale.

## Biografia
Nato il 27 marzo 1910 nella cittadina di Argenta, in provincia di Ferrara, nel 1927 - all'età di 17 anni - fu espulso da tutte le scuole del Regno per aver gettato un calamaio sul suo insegnante di matematica, materia per la quale non era portato. Riuscì tuttavia a conseguire la laurea, avendo già dal '27 iniziato i suoi studi storici su riviste e giornali e anche grazie al sostegno economico che gli fornì Renzo Ravenna. Giovane precocissimo, a 18 anni sposò Pia Virgina Tosi. Fu in Francia e in Svizzera, immerso nelle sue ricerche archivistiche, e nel 1937 entrò all'ISPI di Milano come redattore. Successivamente passò alla Scuola romana di Storia moderna e contemporanea diretta da Gioacchino Volpe, ma nel frattempo era a Napoli dove nel 1940 è chiamato come consulente storico per la Mostra d'Oltremare inaugurata quell'anno. Fu a Napoli che Zaghi trascorse poi gran parte della sua vita lavorativa e accademica, circa quarant'anni. Tenace antifascista, perseguitato dal regime ma tollerato in quanto storico di prim'ordine, durante la Seconda guerra mondiale riuscì a scampare al servizio militare ma, all'indomani dell'armistizio dell'8 settembre, si unì alle bande dei partigiani nei dintorni di Ferrara (dove era intanto ritornato provvisoriamente) venendo poi catturato e condannato a morte. Dopo 114 giorni di prigionia e un fallito tentativo di fuga, solo l'azione indomita della moglie e una fortunata serie di circostanze lo salvarono dalla deportazione e dalla fucilazione che invece toccò ai suoi sette compagni di lotta.
Tornato a Napoli, si avvicinò a Benedetto Croce e nel 1947 fu chiamato alla direzione de Il Giornale liberale, che guidò fino alla sua chiusura undici anni più tardi. Lì strinse legami con Renato Caserta, giovane giornalista e borsista dell'Istituto italiano per gli studi storici, con il quale condivise in seguito diversi temi di ricerca. Passò quindi all'insegnamento accademico, prima alla Federico II di Napoli, quindi per un anno all'Università di Bari e infine, dal 1970 al suo ritiro nel 1985 all'allora "Istituto Universitario Orientale", l'attuale Università "L'Orientale" di Napoli dove tenne i corsi di Storia moderna e di Storia dell'Africa. Pur legato anche personalmente alle più prestigiose personalità di Napoli (Enrico De Nicola, Giovanni Leone, Adolfo Omodeo e molti altri), nell'ultima parte della sua vita tornò nella città natale di Argenta dove morì il 6 febbraio 2004 all'età di 93 anni. Alla biblioteca di Argenta Zaghi ha lasciato il suo enorme fondo archivistico e bibliotecario, comprensivo di più di 4000 volumi e di documenti perlopiù inediti sul periodo del colonialismo italiano e del giacobinismo.

## Attività giornalistica
Collaboratore per diversi giornali e riviste fin dal 1927, Zaghi diresse durante la Resistenza il Corriere Padano e quindi, dopo la fine delle ostilità, il giornale da lui fondato Democrazia Ferrarese. La sua attività giornalistica resta tuttavia legata alla direzione del quotidiano napoletano Il Giornale, fondato nel luglio del 1944 per volontà di Croce e che rimase per alcuni anni - fino al ritorno nelle edicole del Mattino nel 1950 - il più prestigioso quotidiano della città. In competizione con il giornale comunista La Voce, il "Giornale" di Zaghi si manteneva su correnti di sinistra liberale ma non pochi lo giudicarono di tendenza 'fascista'. Per difendere l'onorabilità della testata da quell'accusa infamante, Zaghi finì per sfidare in duello il direttore de La Voce ferendolo non gravemente. Nel 1957, Il Giornale chiuse la propria attività non potendo più competere con i tradizionali quotidiani napoletani quali 'Il Mattino e Il Roma. Zaghi proseguì la sua attività giornalistica come collaboratore per la Rivista storica italiana e sul quotidiano La Nazione oltre che su testate specialistiche.

## Studi e ricerche
Il contributo storico di Zaghi è legato a due temi principali, nell'ambito dei quali resta ancora oggi l'insuperato esperto: la storia della Rivoluzione francese e dell'Impero napoleonico soprattutto riguardo al loro impatto in Italia, e le vicende storiche e politiche dell'Africa a partire dai primi viaggi d'esplorazione fino al termine dell'epoca coloniale.
A livello più specifico, rilevanti restano i suoi studi (tutti basati su documenti inediti) sugli anni della Resistenza a Ferrara, sulla figura di Francesco Melzi d'Eril e su quella di Rimbaud. Ha collaborato all'Enciclopedia Treccani con decine di voci biografiche.
Resta ancora inedita la sua monumentale opera in sei volumi sul mondo giacobino europeo e italiano, conclusa nel 1998, in attesa di pubblicazione da parte dell'Istituto Storico Italiano per l'Età Moderna e Contemporanea di Roma. Un solo capitolo è stato edito in un numero speciale della rivista "Iter parlamentare", diretta da Renato Caserta, nel 1999, in occasione del bicentenario della Rivoluzione napoletana.

### Principali opere in volume
- Rimbaud in Africa, 1993.
- Terrore a Ferrara durante i 18 mesi della Repubblica di Salò, 1992.
- Il Direttorio francese e la Repubblica Cisalpina, 1992.
- L' Italia giacobina, 1989.
- L'Italia di Napoleone, 1989.
- La conquista dell'Africa. Studie e ricerche, 2 voll., 1984.
- Potere, Chiesa e Società. Studi e ricerche sull'Italia giacobina e napoleonica, 1984.
- Mal d'Africa: studi e ricerche, 1980.
- L' Africa nella coscienza europea e l'imperialismo italiano, 1973.
- I Russi in Etiopia, 2 voll., 1972-3.
- La via del Nilo, 1972.
- Napoleone e l'Europa, 1969.
- La prima Repubblica italiana, 1964.
- Bonaparte e il Direttorio dopo Campoformio, 1961.
- P.S. Mancini, l'Africa e il problema del Mediterraneo, 1955.
- Ricordo di Nello Quilici: storico e colonialista, 1940
- Le origini della colonia Eritrea, 1934